# Список загиблих у результаті виверження вулканів
Список загиблих у результаті виверження вулканів — список відомих людей, які загинули внаслідок травм, отриманих під час виверження вулканів.
| Ім'я                 | Вік      | Вулкан           | Місцезнаходження  | Дата                   |
| -------------------- | -------- | ---------------- | ----------------- | ---------------------- |
| Пліній Старший       | 56       | Везувій          | Італія            | 24 серпня 79 року      |
| Друзилла             | ~41      | Везувій          | Італія            | 24 серпня 79 року      |
| Марк Антоній Агріппа | Невідомо | Везувій          | Італія            | 24 серпня 79 року      |
| Цезій Басс           | Невідомо | Везувій          | Італія            | 24 серпня 79 року      |
| Авл Умбріцій Скавр   | Невідомо | Везувій          | Італія            | 24 серпня 79 року      |
| Карл Гунштайн        | 45       | Острів Ріттер    | Папуа Нова Гвінея | 13 березня 1888 року   |
| Луї Мутте            | 44       | Монтань-Пеле     | Мартиніка         | 8 травня 1902 року     |
| Елен де Коппе        | 35       | Монтань-Пеле     | Мартиніка         | 8 травня 1902 року     |
| Маріус Гюрард        | 53       | Монтань-Пеле     | Мартиніка         | 8 травня 1902 року     |
| Трумен Тейлор        | 21       | Кілауеа          | Гаваї             | 18 травня 1924 року    |
| Девід А. Джонстон    | 30       | Сент-Геленс      | США               | 18 травня 1980 року    |
| Рід Блекберн         | 28       | Сент-Геленс      | США               | 18 травня 1980 року    |
| Роберт Ландсбург     | 48       | Сент-Геленс      | США               | 18 травня 1980 року    |
| Гаррі Р. Трумен      | 83       | Сент-Геленс      | США               | 18 травня 1980 року    |
| Омайра Санчес        | 13       | Невадо дель Руїс | Колумбія          | 13 листопада 1985 року |
| Катя Крафт           | 49       | Ундзен           | Японія            | 3 червня 1991 року     |
| Моріс Крафт          | 45       | Ундзен           | Японія            | 3 червня 1991 року     |
| Гаррі Ґлікен         | 33       | Ундзен           | Японія            | 3 червня 1991 року     |
| Мбах Маріджан        | 83       | Мерапі           | Індонезія         | 26 жовтня 2010 року    |